# Monaster Przemienienia Pańskiego w Podgórzu
Monaster Przemienienia Pańskiego – prawosławny, następnie bazyliański monaster w Podgórzu.
Pierwsza wzmianka o funkcjonowaniu „starego” klasztoru prawosławnego w Podgórzu (pierwotnie Monastyrze, następnie Spasie) pochodzi z 1440 i pochodzi z dokumentu metropolity kijowskiego Izydora. Monaster znajdował się w odosobnionym miejscu w lesie.
Znaczenie monasteru w Spasie było na tyle duże, że jego przełożony, noszący każdorazowo godność ihumena, należał do kapituły eparchii chełmskiej. W 1570 król Zygmunt II August uposażył przełożonego klasztoru, kolejne przywileje nadał wspólnocie Zygmunt III Waza w 1595. Rok później mnisi z klasztoru odrzucili postanowienia unii brzeskiej. Dopiero w 1622 zostali zmuszeni do przyjęcia katolicyzmu w obrządku bizantyńskim. Prawosławni starali się odzyskać klasztor jeszcze w połowie stulecia i między lutym a grudniem 1650 zdołali go opanować. Ostatecznie unici odzyskali monaster, a unicki biskup chełmski Jakub Jan Susza szczególnie się nim opiekował. Cztery lata później część dóbr klasztornych została oddana w dzierżawę.
W XVIII w., wobec spadku liczby mnichów, monaster został zamknięty, ostatnia wzmianka o jego istnieniu pochodzi z 1723. Dawna monasterska cerkiew w Spasie pozostała czynna jako parafialna.